# Монреаль Імпакт (1992—2011)
«Монреаль Імпакт» (англ. Montreal Impact, фр. Impact de Montréal) — колишній канадський футбольний клуб з міста Монреаль, провінції Квебек. Виступав у Північноамериканській футбольній лізі та Першості Канади. У 2012 році, створений на його основі однойменний клуб, вступив до вищої ліги MLS.

## Історія
Клуб був заснований в 1992 році родиною Сапуто для виступів в American Professional Soccer League, де-факто вищій лізі США та Канади на той період, на основі клубу Canadian Soccer League «Монреаль Супра». У 1994 році «Монреаль Імпакт» став чемпіоном ліги, обігравши у фінальному матчі «Колорадо Фоксес».
Сезон 1999 року в A-League, яка в 1995 році була перейменована APSL, «Імпакт» пропустив внаслідок конфлікту між власниками клубу та лігою. У 2000 році клуб повернувся в A-League. По ходу сезону 2001 Джої Сапуто став одноосібним власником клубу, який на той момент опинився на межі банкрутства.
У 2002 році «Монреаль Імпакт» був перетворений в некомерційну організацію, співвласниками якої стали уряд Квебеку, Hydro-Québec і сам Сапуто. У 2004 році, обігравши у фіналі «Сіетл Саундерс», клуб став чемпіоном A-League, яка на наступний рік була перейменована в USL First Division.
У 2008 році клуб виграв дебютний розіграш Першості Канади, і отримав право виступити в Лізі чемпіонів КОНКАКАФ. У 2009 році на матчі «Монреаля» з мексиканською «Сантос Лагуною» у чвертьфіналі Ліги чемпіонів КОНКАКАФ 2008/09, який проходив на Олімпійському стадіоні Монреаля, зібралися рекордні для Канади 55 571 глядачів. У листопаді 2009 року «Імпакт» оголосив про вихід з USL First Division і виступив одним із засновників нової Північноамериканської футбольної ліги, яка повинна була стартувати в 2010 році. Але нову лігу не санкціонувала Федерація футболу США, і сезон 2010 року клуб провів у тимчасовій перехідній лізі USSF Division 2 Professional League. 7 травня 2010 року комісіонер MLS Дон Гарбер оголосив про присудження 19-ї франшизи ліги, яка повинна була почати виступи з сезону 2012, Монреалю.

## Стадіон
У 1993—2007 роках «Імпакт» виступав на Complexe Sportif Claude-Robillard. У травні 2008 року клуб перебрався на щойно відкритий «Стад Сапуто», вміщав 13 034 глядачів.

## Список тренерів
- Едді Фірмані (1993)
- Валеріо Гаццола (1994—1997)
- Пол Кітсон (1998)
- Тассо Куцукос (1998—2000)
- Зоран Янкович (2000)
- Валеріо Гаццола (2000—2001)
- Боб Ліллі (2002—2003)
- Нік Де Сантіс (2004—2008)
- Янніс Лімніатіс (2008—2009)
- Марк Дос Сантос (2009—2011)
- Нік Де Сантіс (2011, в. о.)

## Статистика виступів
| Рік  | Дивізіон | Ліга               | Регулярний сезон | Плей-оф              | Voyageurs Cup | Ліга чемпіонів КОНКАКАФ | Середня відвідуваність |
| ---- | -------- | ------------------ | ---------------- | -------------------- | ------------- | ----------------------- | ---------------------- |
| 1993 | 1        | APSL               | 7                | —                    | —             | —                       |                        |
| 1994 | 1        | APSL               | 3                | Чемпіон              | —             | —                       | 3 216                  |
| 1995 | 2        | A-League           | 1                | Півфінал             | —             | —                       | 5 075                  |
| 1996 | 2        | A-League           | 1                | Півфінал             | —             | —                       | 4 868                  |
| 1997 | 2        | USISL A-League     | 1 (Northeast)    | Фінал конференції    | —             | —                       | 5 066                  |
| 1998 | 2        | USISL A-League     | 2 (Northeast)    | Півфінал конференції | —             | —                       | 4 008                  |
| 1999 | —        | —                  | —                | —                    | —             | —                       | —                      |
| 2000 | 2        | USL A-League       | 4 (Northeast)    | —                    | —             | —                       | 2 338                  |
| 2001 | 2        | USL A-League       | 4 (Northern)     | —                    | —             | —                       | 2 103                  |
| 2002 | 2        | USL A-League       | 2 (Northeast)    | Півфінал конференції | Переможець    | —                       | 5 178                  |
| 2003 | 2        | USL A-League       | 1 (Northeast)    | Фінал конференції    | Переможець    | —                       | 7 236                  |
| 2004 | 2        | USL A-League       | 1 (Eastern)      | Чемпіон              | Переможець    | —                       | 9 279                  |
| 2005 | 2        | USL First Division | 1                | Півфінал             | Переможець    | —                       | 11 176                 |
| 2006 | 2        | USL First Division | 1                | Півфінал             | Переможець    | —                       | 11 554                 |
| 2007 | 2        | USL First Division | 3                | Чвертьфінал          | Переможець    | —                       | 11 035                 |
| 2008 | 2        | USL First Division | 3                | Півфінал             | Переможець    | Чвертьфінал             | 12 696                 |
| 2009 | 2        | USL First Division | 5                | Чемпіон              | 3             | —                       | 12 033                 |
| 2010 | 2        | USSF Division 2    | 3 (НАСЛ — 6)     | Півфінал             | 3             | —                       | 12 397                 |
| 2011 | 2        | НАСЛ               | 7                | —                    | Півфінал      | —                       | 11 514                 |

## Досягнення
- Чемпіон першого дивізіону (APSL) (1): 1994
- Чемпіон другого дивізіону (A-League, USL First Division) (2): 2004, 2009
- Commissioner's Cup (Переможець регулярного чемпіонату) (5): 1995, 1996, 1997, 2005, 2006
- Voyageurs Cup (Кубок Канади) (7): 2002, 2003, 2004, 2005, 2006, 2007, 2008